# Pietro Baratta (Bildhauer)
Pietro Baratta (* 28. Januar 1668 in Carrara; † 2. Februar 1729 ebenda) war ein italienischer Bildhauer des Barock, tätig in Venedig in der zweiten Hälfte des siebzehnten Jahrhunderts bis zum frühen achtzehnten Jahrhundert.
Schüler seiner Werkstatt war u. a. der Bildhauer Francesco Robba.

## Werke
Pietro Baratta gestaltete die Skulpturen an der Fassade der Kapelle der Villa Manin bei Passariano, Codroipo (Udine), darunter die Statuen der vier Evangelisten und die Madonna mit Kind. Ihm werden auch fünf Skulpturen – St. Rocco, S. Antonius, die Jungfrau des Rosenkranzes, S. Matthäus und Johannes der Täufer – an der Fassade der Pfarrkirche St. Maria in Villa Vicentina (Bauzeit zwischen 1660 und 1680) zugeschrieben. In Venedig steht in Santa Maria Assunta detta I Gesuiti die Statue des Heiligen Ignatius von Loyola, den er mit kontemplativem Ausdruck und einer offenen Bibel in den Händen darstellte.

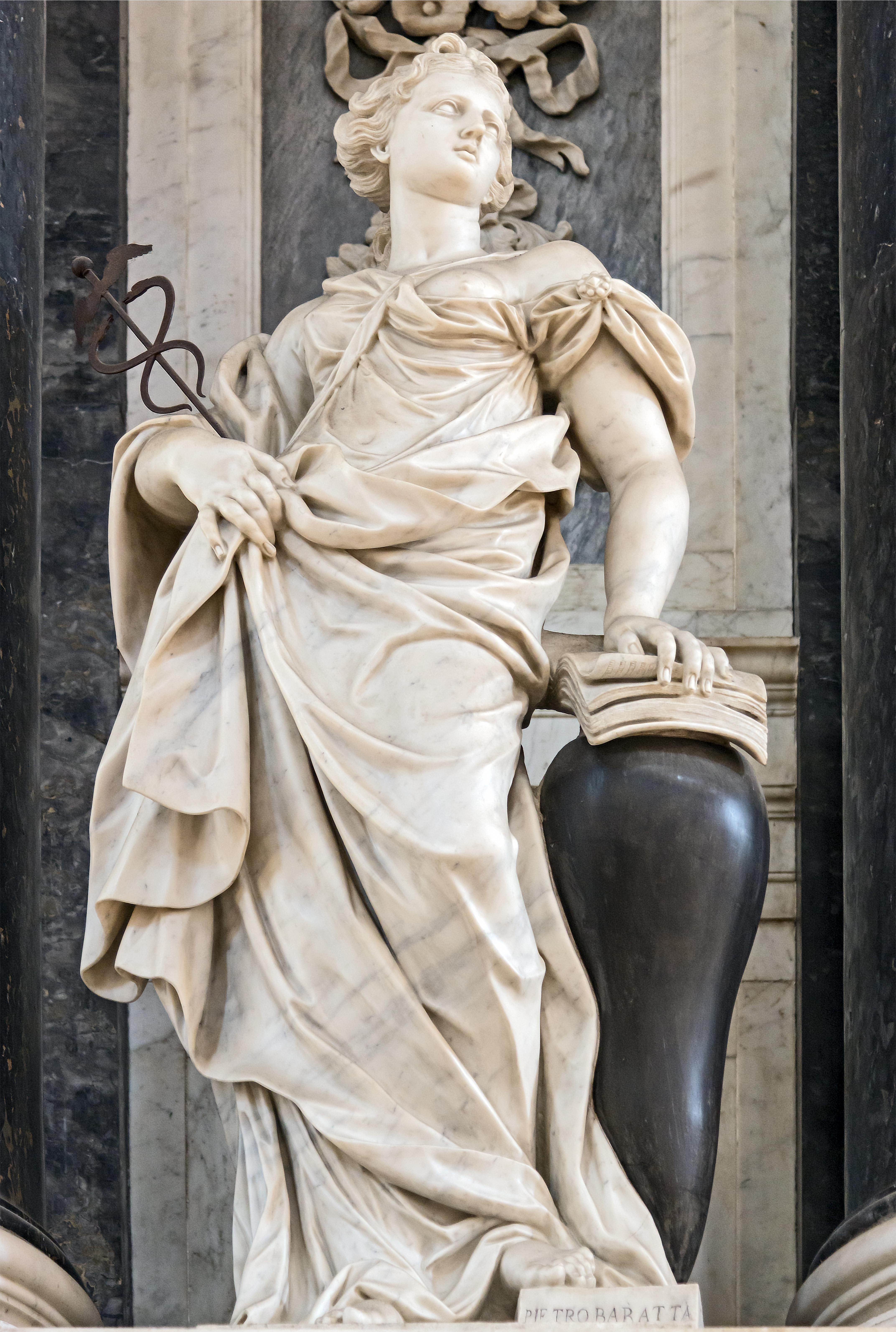
Allegorie der Weisheit San Zanipolo, Venedig
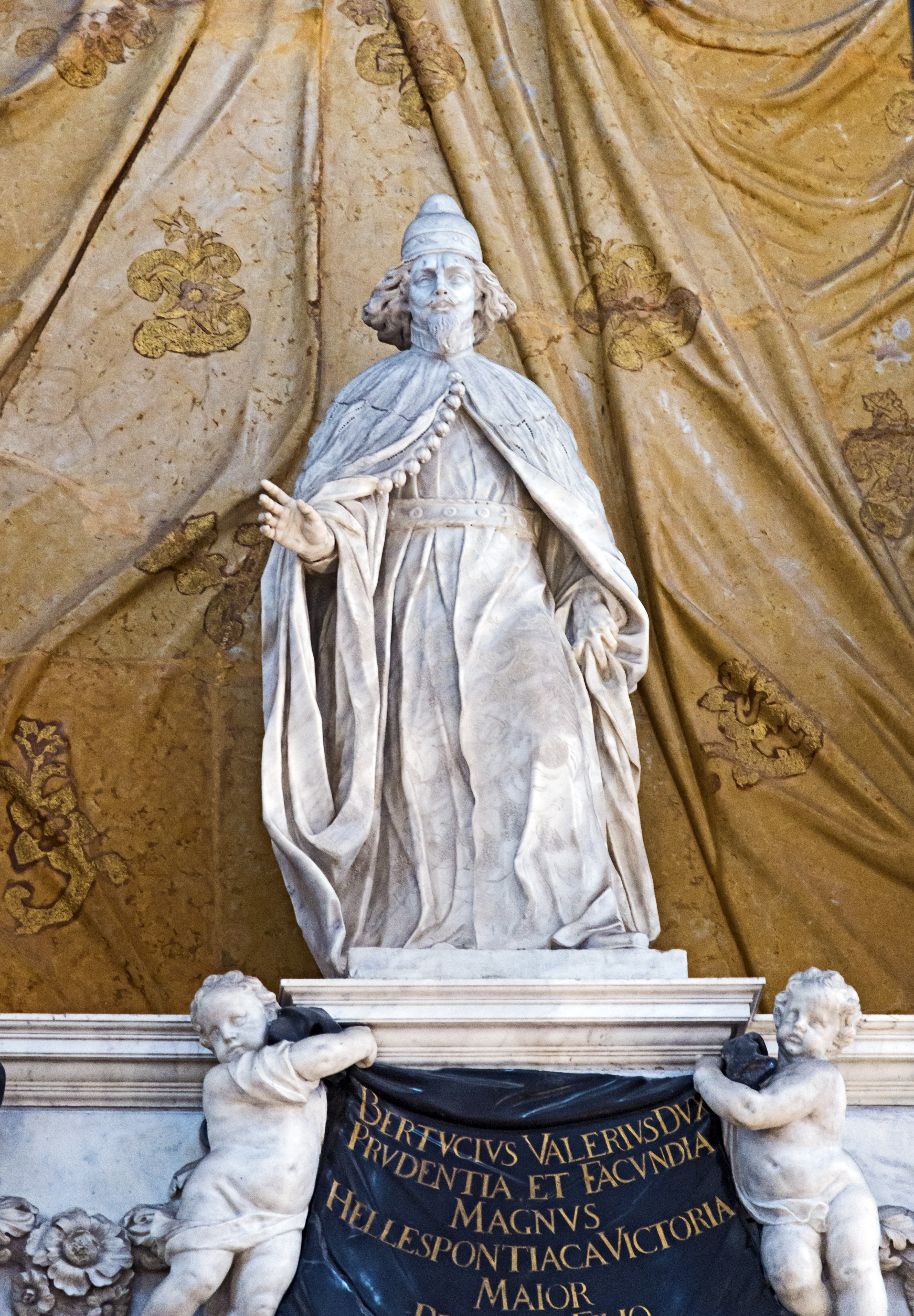
Bertuccio Valier San Zanipolo, Venedig
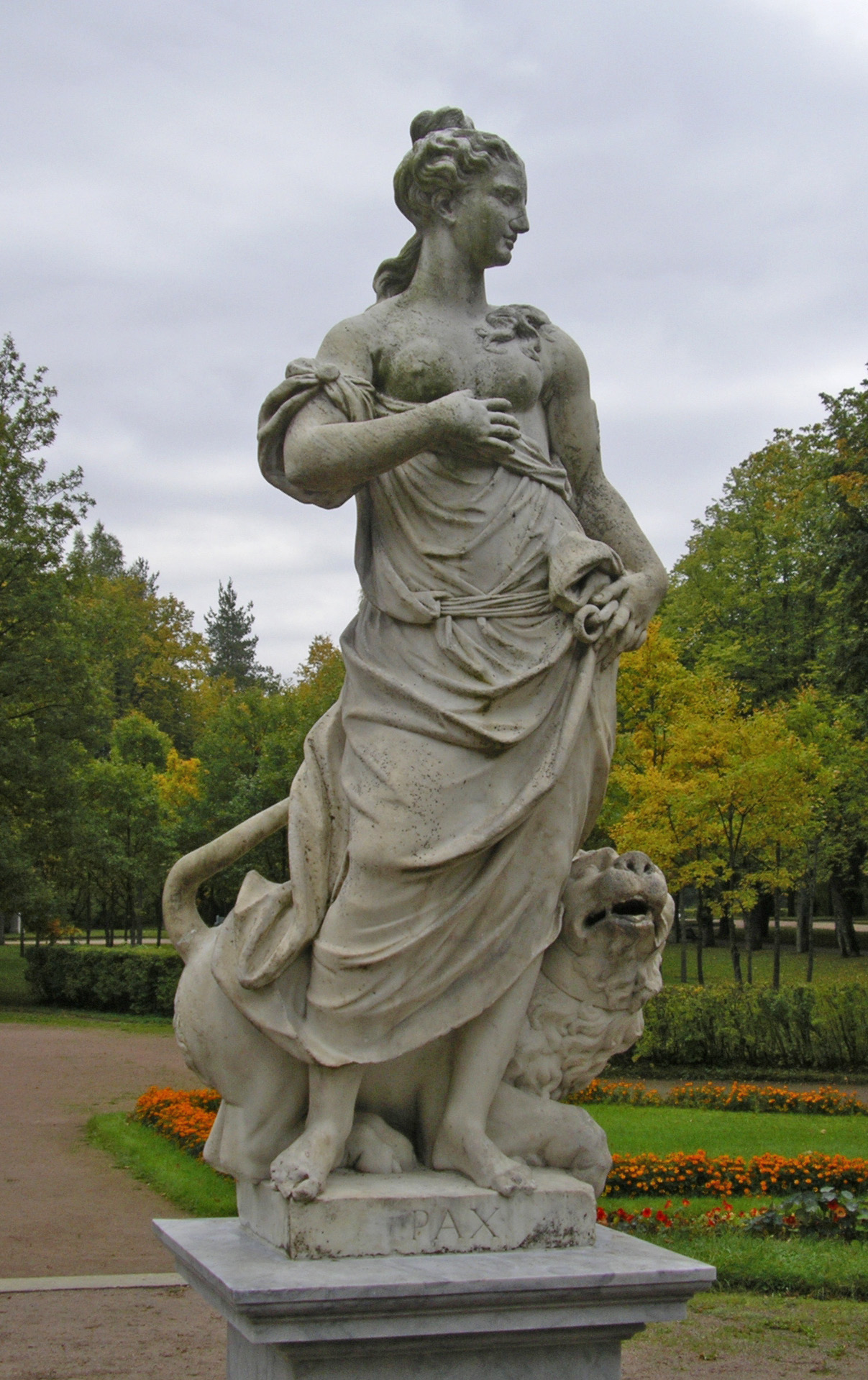
Allegorie des Friedens bei Sankt Petersburg